# Китай на зимних Азиатских играх 2011
На Зимних Азиатских играх 2011 года Китай представляло 134 спортсмена, выступавших в 9 видах спорта.

## Медалисты
| Золото  |                                                      |                                                           |
| №       | Спортсмены                                           | Вид спорта (дисциплина)                                   |
| 1       | Ван Чуньли                                           | Биатлон (спринт, женщины)                                 |
| 2       | Ван Фэй                                              | Конькобежный спорт (1500 м, женщины)                      |
| 3       | Юй Цзин                                              | Конькобежный спорт (1500 м, женщины)                      |
| 4       | Пан Цин, Тун Цзянь                                   | Фигурное катание (пары)                                   |
| 5       | Хуан Синьтун, Чжэн Сюнь                              | Фигурное катание (танцы)                                  |
| 6       | Цзя Цзунъян                                          | Фристайл (акробатика, мужчины)                            |
| 7       | Чжан Синь                                            | Фристайл (акробатика, женщины)                            |
| 8       | Лян Вэньхао                                          | Шорт-трек (500 м, мужчины)                                |
| 9       | Сун Вэйлун                                           | Шорт-трек (1000 м, мужчины)                               |
| 10      | Лю Цюхун                                             | Шорт-трек (500 м, женщины)                                |
| 11      | Фань Кэсинь Лю Цюхун Чжан Хуэй Чжао Наньнань Чжоу Ян | Шорт-трек (эстафета, женщины)                             |
| Серебро |                                                      |                                                           |
| №       | Спортсмены                                           | Вид спорта (дисциплина)                                   |
| 1       | Жэнь Лун                                             | Биатлон (спринт, мужчины)                                 |
| 2       | Жэнь Лун                                             | Биатлон (индивидуальная гонка, мужчины)                   |
| 3       | Лю Юаньюань Тан Цзялинь Ван Чуньли Сюй Инхуэй        | Биатлон (эстафета, женщины)                               |
| 4       | Ван Бэйсин                                           | Конькобежный спорт (1500 м, женщины)                      |
| 5       | Фу Чуньянь Цзи Цзя Ван Фэй                           | Конькобежный спорт (командная гонка, женщины)             |
| 6       | Ли Хунсюэ Мань Даньдань                              | Лыжные гонки (командный спринт свободным стилем, женщины) |
| 7       | Лю Сяотин                                            | Лыжное ориентирование (спринт, женщины)                   |
| 8       | Суй Вэньцзин, Хань Цун                               | Фигурное катание (пары)                                   |
| 9       | Лю Чжунцин                                           | Фристайл (акробатика, мужчины)                            |
| 10      | Фань Кэсинь                                          | Шорт-трек (500 м, женщины)                                |
| Бронза  |                                                      |                                                           |
| №       | Спортсмены                                           | Вид спорта (дисциплина)                                   |
| 1       | Ли Чжунхай                                           | Биатлон (индивидуальная гонка, мужчины)                   |
| 2       | Чэнь Хайбинь Ли Чжунхай Жэнь Лун Чжан Чэнъе          | Биатлон (эстафета, мужчины)                               |
| 3       | Жэнь Лун                                             | Биатлон (гонка преследования, мужчины)                    |
| 4       | Ван Фэй                                              | Конькобежный спорт (3000 м, женщины)                      |
| 5       | Ли Хунсюэ                                            | Лыжные гонки (5 км классическим стилем, женщины)          |
| 6       | Ли Хунсюэ Ли Синь Лю Юаньюань Мань Даньдань          | Лыжные гонки (эстафета 4 x 5 км, женщины)                 |
| 7       | Лю Сяотин                                            | Лыжное ориентирование (средняя дистанция, женщины)        |
| 8       | Сун Нань                                             | Фигурное катание (мужчины)                                |
| 9       | Юй Сяоян, Ван Чэнь                                   | Фигурное катание (танцы)                                  |
| 10      | Нин Цинь                                             | Фристайл (могул, женщины)                                 |
| 11      | Ян Юй                                                | Фристайл (акробатика, женщины)                            |
| 12      | Сборная КНР                                          | Хоккей с шайбой (женщины)                                 |
| 13      | Лю Сяньвэй                                           | Шорт-трек (1500 м, мужчины)                               |
| 14      | Лю Цюхун                                             | Шорт-трек (1000 м, женщины)                               |

## Результаты соревнований

### Биатлон
Состав сборной КНР по биатлону на Зимней Азиаде-2011:
Мужчины:
1. Чэнь Хайбинь
2. Ли Чжунхай
3. Жэнь Лун
4. Чжан Чэнъе

Женщины: 
1. Лю Юаньюань
2. Тан Цзялинь
3. Ван Чуньли
4. Сюй Инхуэй

### Конькобежный спорт
Состав сборной КНР по конькобежному спорту на Зимней Азиаде-2011:
Мужчины:
1. Чэн Юэ
2. Гао Сюэфэн
3. Ли Байлинь
4. Сун Синъюй
5. Сунь Лунцзян
6. Ван Нань
7. Чжан Яолинь
8. Чжан Чжунци

Женщины:
1. Чан Хао
2. Фу Чуньянь
3. Цзи Цзя
4. Ци Шуай
5. Ван Бэйсин
6. Ван Фэй
7. Ван Цзяньлу
8. Юй Цзин

### Лыжное ориентирование
Состав сборной КНР по лыжному ориентированию на Зимней Азиаде-2011:
Мужчины
1. Дун Вэньцян

Женщины
1. Лю Сяотин

### Лыжные гонки
Состав сборной КНР по лыжным гонкам за Зимней Азиаде-2011:
Мужчины:
1. Чжоу Ху

Женщины:
1. Э Инцуй
2. Ли Хунсюэ
3. Ли Синь
4. Лю Юаньюань
5. Мань Даньдань
6. Сун Бо

### Прыжки с трамплина
Состав мужской сборной КНР по прыжкам с трамплина на Зимней Азиаде-2011:
1. Ли Ян
2. Сунь Цзяньпин
3. Тянь Чжаньдун
4. Син Чэньхуэй
5. Ян Гуан

### Фигурное катание
Состав сборной КНР по фигурному катанию на Зимней Азиаде-2011:
Мужчины:
1. Сун Нань
2. У Цзялян

Женщины:
1. Гэн Бинва
2. Чжан Кэсинь

Пары:
1. Хань Цун и Суй Вэньцзин
2. Тун Цзянь и Пан Цин

Танцы на льду:
1. Чжэн Сюнь и Хуан Синьтун
2. Ван Чэнь и Юй Сяоян

### Фристайл
Состав сборной КНР по фристайлу на Зимней Азиаде-2011:
Мужчины:
1. Го Сянжу
2. Цзя Цзунъян
3. Лю Чжунцин
4. Нин Сунин
5. Ван Юйсэнь
6. Чжао Ян

Женщины:
1. Ли Нань
2. Нин Цинь
3. Ян Юй
4. Чжан Синь

### Хоккей с шайбой
Состав сборной КНР по хоккею с шайбой на Зимней Азиаде-2011:
Мужчины:
1. Чэнь Лин
2. Чэнь Чжипэн
3. Доу Хао
4. Фу Тэнъи
5. Гэ Тянь
6. Го Дачуань
7. Хань Пэнфэй
8. Ху Тяньюй
9. Цзян Хунчао
10. Цзян Нань
11. Ли Цзянь
12. Ли Кэсинь
13. Ли Вэньсы
14. Ли Чжэнъюй
15. Лю Лунтань
16. Лю Вэй
17. Лю Инкуй
18. Лю Чживэй
19. Цюй Идун
20. Ван Чунвэй
21. Ван Дахай
22. Чжан Хао
23. Чжан Вэйян

Женщины:
1. Цуй Шаньшань
2. Фан Синь
3. Гао Фуцзинь
4. Хань Даньни
5. Хуан Хайцзин
6. Хо Цуй
7. Цзян На
8. Цзинь Фэнлин
9. Кун Минхуэй
10. Лю Чжисинь
11. Ло Юэ
12. Ма Жуй
13. Ци Сюэтин
14. Ши Яо
15. Сунь Жуй
16. Тан Лян
17. Ван Нань
18. Юй Байвэй
19. Чжан Бэнь
20. Чжан Мэнъин
21. Чжан Шуан

### Шорт-трек
Состав сборной КНР по шорт-треку на Зимней Азиаде-2011:
Мужчины:
1. Хань Цзялян
2. Лян Вэньхао
3. Лю Сяньвэй
4. Сун Вэйлун
5. Ян Цзинь

Женщины:
1. Фань Кэсинь
2. Лю Цюхун
3. Чжан Хуэй
4. Чжао Наньнань
5. Чжоу Ян